# Robert Everton Cushman mlajši
Robert Everton Cushman mlajši, ameriški general marincev, * 24. december 1914, St. Paul, Minnesota, † 2. januar 1985, Fort Washington, Maryland.

## Življenjepis
Še preden je končal srednjo šolo v rojstnem mestu, je bil sprejet v Pomorsko akademijo ZDA.
Akademijo je končal kot deseti v generaciji od 442, nakar je bil sprejet v Korpus mornariške pehote Združenih držav Amerike kot poročnik 6. junija 1935.
Ko je končal The Basic School (Navy Yard, Filadelfija), je nekaj časa služil v MCB San Diego (San Diego, Kalifornija). Februarja 1936 je prispel v Šanghaj (Kitajska), kjer je služil kot poveljnik voda; sprva v 4. marinskem polku, nato pa v 2. marinski brigadi. Marca 1938 se je vrnil v ZDA, kjer je služil v ladjedelnicah v Brooklynu (New York) in Portsmouth (Virginija).
Aprila 1939 je bil dodeljen marinskemu odredu na svetovnem sejmu (New York), nakar pa je bil premeščen v marinsko vojašnico Quantico (Virginija). 
Junija 1941 je na krovu USS Pennsylvanije odplul iz San Diega proti Pearl Harborju; bil je poveljujoči častnik ladijskega marinskega odreda. Na tem položaju je doživel japonski napad 7. decembra 1941. Nato je bil maja 1942 dodeljen 9. marinskemu polku kot bataljonski izvršilni častnik.
Septembra 1942 je s svojo formacijo prehodil pot od San Diega do Camp Pendletona; tam so se januarja 1943 vkrcali na ladjo za Pacifik. Istega meseca je bil imenovan za poveljnika 2. bataljona 9. marinskega polka, ki ga je vodil naslednji dve leti (tudi med bitko za Guam in za Iwo Jimo).
Maja 1945 se je vrnil v ZDA, kjer je bil dodeljen Šolam KMP ZDA; tam je ostal tri leta. Sprva je končal Višjo šolo, nato služil kot inštruktor v Poveljniško-štabni šoli ter zadnji dve leti kot nadzorni inštruktor v Amfibicijski šoli bojevanja. Junija 1948 je bil imenovan za načelnika veje amfibicijskega bojevanja v pisarni za pomorsko raziskovanje, Oddelka vojne mornarice (Washington, D.C.). Od oktobra 1949 do maja 1951 je služil v štabu CIE.
Junija 1951 je prešel v štab glavnega poveljnika, Pomorske sile ZDA, Vzhodnoatlantska in mediteranska flota (London, Združeno kraljestvo), kjer do junija 1953 opravljal dolžnost častnika za amfibicijsko načrtovanje. Po vrnitvi v ZDA je bil premeščen na Štabni kolidž oboroženih sil ZDA (Norfolk, Virginija), kjer je postal predavatelj; julija 1954 je postal direktor sekcije za načrtovanje in operacije na dotičnem kolidžu.
Julija 1956 je postal poveljnik 2. marinskega polka (Marine Corps Base Camp Lejeune, Severna Karolina).
Februarja 1957 je bil premeščen v Washington, D.C., kjer je postal pomočnik podpredsednika ZDA Nixona za nacionalne varnostne zadeve; to delo je opravljal štiri leta. 
Marca 1961 je postal pomočnik divizijskega poveljnika 3. marinske divizije (Okinava, Japonska). Septembra 1961 je sam postal poveljnik divizije.
Julija 1962 je bil premeščen v poveljstvo korpusa (HQMC), kjer je prevzel dolžnost pomočnika načelnika štaba G-2 in pomočnika načelnika štaba G-3. Od 1. januarja 1964 je opravljal le dolžnost pomočnika načelnika štaba G-3.
Od junija 1964 do marca 1967 je ponovno opravljal dve dolžnosti hkrati, saj je bil poveljujoči general MCB, Camp Pendleton (Kalifornija) in poveljujoči general ogrodja divizijskega štaba 4. marinske divizije. Junija 1966 je formiral 5. marinsko divizijo, ki ji je poveljeval do novembra 1966.
Aprila 1967 je bil premeščen v Vietnam, kjer je postal namestnik poveljnika 3. marinske amfibicijske sile. Junija istega leta je postal poveljnik 3. marinske amfibicijske sile.
Od januarja 1968 do marca 1969 je bil višji svetovalec taktične cone 1. korpusa in koordinator 1. korpusa med ZDA in »Free World Military Assistance Forces«.
6. marca 1969 ga je predsednik Nixon predlagal za namestnika direktorja CIE; senat je to potrdil 21. aprila istega leta.
Po vrnitvi iz Vietnama je sprva služil kot direktor za moštvo in namestnik načelnika štaba (moštvo) HQMC. Od aprila 1969 do decembra 1971 je opravljal dolžnost namestnika direktorja CIE, dokler ni 1. januarja 1972 postal komandant Korpusa mornariške pehote Združenih držav Amerike.
Upokojil se je 30. junija 1975. Umrl je 2. januarja 1985 v svojem domu v Fort Washingtonu (Maryland) in bil pokopan v pokopališču Arlington.

## Odlikovanja
- mornariški križec;
- Distinguished Service Medal z dvema zlatima zvezdama kot simbola druge in tretje podelitve;
- legija za zasluge z bojnim »V«;
- bronasta zvezda z bojnim »V«;
- Navy Commendation Medal;
- Presidential Unit Citation z eno bronasto zvezdo;
- Navy Unit Commendation z eno bronasto zvezdo;
- Distinguished Intelligence Medal;
- China Service Medal;
- American Defense Service Medal z eno bronasto zvezdo (flotna ploščica);
- American Campaign Medal;
- Asiatic-Pacific Campaign Medal z eno srebrno zvezdo;
- Victory Medal, World War II;
- National Defense Service Medal z eno bronasto zvezdo;
- Vietnam Service Medal z eno srebrno in dvema bronastima zvezdama;
- Order of May to the Naval Merit, in the Degree of Commander (Government of Argentina);
- National Order of Vietnam, Commander or 3d Class, Republic of Vietnam;
- Army Distinguished Service Order 1st Class, Republic of Vietnam;
- National Order of Vietnam, Commander or 3d Class, Republic of Vietnam;
- Army Distinguished Service Order 1st Class, Republic of Vietnam;
- Cross of Gallantry with 2 Palms, Republic of Vietnam;
- Order of Military Merit, 2d Class (Ulchi), Republic of Korea;
- Order of Military Merit, 3d Class (Chungmu), Republic of Korea;
- Republic of Vietnam Meritorious Unit Citation (Gallantry Cross Color);
- Vietnam Campaign Medal;
- Vietnamese Rural Revolutionary Development Medal, Republic of Vietnam.

## Napredovanja
- 6. junij 1935 - poročnik
- avgust 1938 - nadporočnik
- marec 1941 - stotnik
- maj 1942 - major
- maj 1943 - podpolkovnik
- maj 1950 - polkovnik
- julij 1958 - brigadni general
- avgust 1961 - generalmajor
- junij 1967 - generalporočnik
- 1. januar 1972 - general